# 13111 Papacosmas
13111 Papacosmas (1993 OW1) là một tiểu hành tinh vành đai chính bên trong được phát hiện ngày 23 tháng 7 năm 1993 bởi C. S. Shoemaker và D. H. Levy ở Đài thiên văn Palomar.